# Saino a Percurá
Saino a percurá é um romance gráfico do quadrinista brasileiro Lelis. O título emula o sotaque do interior de Minas Gerais (onde a história é ambientada) e significa "Sair à procura". A HQ, publicada de forma independente em 2001, conta a história do galo Jão Tadim, que se recusa a ser um galo de briga (algo que esperam dele na fazenda onde mora) e resolve fugir e procurar algum lugar onde ele poderia ser alguma outra coisa. O livro ganhou o Troféu HQ Mix de 2002 como "melhor edição especial" e foi republicado em 2011 pela Zarabatana Books com o título Saino a percurá - ôtra vez junto com outras duas HQs curtas do mesmo autor.